# کن لوفمن
کن لوفمن (انگلیسی: Ken Laufman؛ زادهٔ ۳۰ ژانویهٔ ۱۹۳۲) بازیکن هاکی روی یخ اهل کانادا است.